# Décès en septembre 2001
Décès
- 1997
- 1998
- 1999
- 2000
- 2001
- 2002
- 2003
- 2004
- 2005

Pour une information complémentaire, voir la page d'aide.

| Date         | Nom                     | Activités | Âge | Source |
| ------------ | ----------------------- | --- | --- | ------ |
| 2 septembre  | Christiaan Barnard      | Chirurgien sud africain. | 78  |        |
| 2 septembre  | Troy Donahue            | Acteur américain. | 65  | (en)   |
| 3 septembre  | John Chapman            | Acteur et dramaturge britannique. | 74  | (en)   |
| 3 septembre  | Pauline Kael            | Critique de cinéma américaine. | 82  |        |
| 3 septembre  | Thuy Trang              | Actrice américano-vietnamienne. | 27  | (en)   |
| 3 septembre  | Jacques Van den Bussche | Peintre et illustrateur français. | 76  |        |
| 5 septembre  | Bernardus Nieuwenhuis   | Peintre néerlandais. | 89  | (nl)   |
| 6 septembre  | Jacques Deschamps       | Acteur et directeur artistique français. | 70  | (fr)   |
| 9 septembre  | Ahmed Shah Massoud      | Homme politique afghan. | 48  |        |
| 11 septembre | Garnet Bailey           | Joueur de hockey sur glace professionnel canadien, à bord du Vol 175 United Airlines qui percuta la tour Sud du World Trade Center.                                       | 53  |        |
| 11 septembre | Mark Bavis              | Ancien joueur de hockey sur glace professionnel américain, à bord du Vol 175 United Airlines qui percuta la tour Sud du World Trade Center.                               | 31  |        |
| 11 septembre | Todd Beamer             | Directeur de compte américain pour Oracle Corporation, à bord du Vol 93 United Airlines qui s'écrasa sur le territoire de la commune de Shanksville au sud de Pittsburgh. | 32  |        |
| 11 septembre | Berry Berenson          | Photographe et actrice américaine, à bord du Vol 11 American Airlines qui percuta la tour Nord du World Trade Center.                                                     | 53  |        |
| 11 septembre | Wilson Flagg            | Contre-amiral américain de la Marine des États-Unis, à bord du Vol 77 American Airlines qui percuta le Pentagone.                                                         | 62  |        |
| 11 septembre | Keith A. Glascoe        | Acteur et pompier américain, mort à la suite de la chute des tours jumelles du World Trade Center.                                                                        | 38  | (en)   |
| 11 septembre | Mychal Judge            | Prêtre catholique américain, aumônier du New York City Fire Department, mort à la suite de la percussion des tours jumelles du World Trade Center.                        | 68  |        |
| 11 septembre | Daniel M. Lewin         | Mathématicien et entrepreneur américain, à bord du Vol 11 American Airlines qui percuta la tour Nord du World Trade Center.                                               | 31  |        |
| 11 septembre | John P. O'Neill         | Expert américain de l'antiterrorisme, mort à la suite de la percussion des tours jumelles du World Trade Center.                                                          | 49  |        |
| 11 septembre | Barbara Olson           | Journaliste de télévision américaine, à bord du Vol 77 American Airlines qui percuta le Pentagone.                                                                        | 45  |        |
| 11 septembre | Dominick Pezzulo        | Dirigeant du département de police de New York, le Port Authority Police Department, mort à la suite de la chute des tours jumelles du World Trade Center.                | 36  |        |
| 11 septembre | Madeline Amy Sweeney    | Hôtesse de l'air américaine, à bord du Vol 11 American Airlines qui percuta la tour Nord du World Trade Center.                                                           | 35  |        |
| 12 septembre | Victor Wong             | Acteur américain. | 74  | (en)   |
| 14 septembre | Mario Santini           | Acteur et directeur artistique français. | 56  | (fr)   |
| 15 septembre | Frederick de Cordova    | Réalisateur, producteur et acteur américain. | 82  |        |
| 15 septembre | Florencio Caffaratti    | Footballeur argentin. | 90  | (es)   |
| 16 septembre | François Bédarida       | Historien français. | 75  | (fr)   |
| 16 septembre | Léonide Ossyka          | Réalisateur ukrainien. | 61  |        |
| 18 septembre | Busaba Athisthan        | Chanteuse thaïlandaise | 34  | (th)   |
| 18 septembre | Jean-Pierre Rambal      | Acteur français. | 70  | (fr)   |
| 20 septembre | Alain Jubert            | Joueur et entraineur de football français | 64  |        |
| 22 septembre | Isaac Stern             | Violoniste américain. | 81  | (en)   |
| 28 septembre | Zahava Burack           | Survivante de la Shoah et philanthrope polonaise. | 68  | (en)   |
| 29 septembre | Max Desrau              | Acteur français. | 83  | (fr)   |
| 29 septembre | Youssef Belkhouja       | Footballeur international marocain. | 26  |        |
| 29 septembre | Rakoto Frah             | Flûtiste et compositeur de musique traditionnelle malgache | 81  |        |
| 29 septembre | Christian Robini        | Coureur cycliste français | 55  | (fr)   |
| 29 septembre | Gloria Foster           | Actrice américaine. | 67  | (en)   |